# Partido judicial de Sedano

Partido de Sedano al nordeste de la provincia

El Partido de Sedano es una comarca de la provincia de Burgos en Castilla y León (España) , situada en el norte de la provincia. Linda con la comunidad autónoma de Cantabria y con los partidos de Villarcayo, Briviesca , Burgos y Villadiego. 

## Geografía

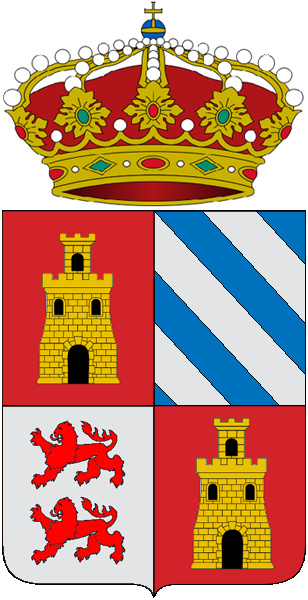
Escudo de la villa de Sedano

Repartido entre las comarcas de Páramos y Merindades, la tierra es bella y, a veces, abre su mano con generosidad. Los ojos pueden deleitarse con las honduras del páramo de la Lora (1080 m s. n. m. , de Quintanaloma (1180 m s. n. m. , de Masa. El Ebro roza la parte norteña, abriendo posibilidades deportivas con su pantano en Arija; entra luego por Orbaneja del Castillo fabricando bellezas en las cresterías de las rocas y jugando con el meridiano, como dudando de buscar al Cantábrico o al Mediterráneo. En el cañón de Pesquera se cuaja el silencio. El Rudrón , nacido en los altos del Tozo , llevaba antaño su pura agua poblada de cangrejos hoy todavía sobreviven las truchas ; recibe caudales que, a su vez, son sinfonías de agua, como son el Pozo Azul de Covanera y el río Moradillo.

### Subcomarcas
El partido es un mosaico de subcomarcas: Valdebezana , y los alfoces, (Bricia y Santa Gadea al norte ; La Lora , al este, con sus gritos petrolíferos; al Páramo , al sudeste y los valles del Ebro y del Rudrón en el centro.

### Economía
Se dedican al monte unas 11.000 hectáreas, destacando el monte Hijedo ; los cultivos de cereales disminuyen de norte a sur; cuando la tierra se respalda del cierzo , entrega legumbres , verduras , y patatas de alta estima éstas para nuevas siembras. El páramo produce una hierba fina que pastan 10.400 ovejas] , cuyos corderos y quesos] son justamente afamados; al norte, el vacuno , con 4.000 cabezas, exhibe ejemplares calificados en los mercados de Soncillo , pueblo cordial y sencillo.

## Comunicaciones
El eje de las comunicaciones es la carretera de Burgos a Santander por el puerto de El Escudo N-623 , digna de mejor trato, dadas las ciudades que une y los inconvenientes del invierno en Masa, Carrales y El Escudo. Pasan también las carreteras de Bilbao a Reinosa , la de Logroño a Santander N-232 y la de Poza a Villadiego BU-601 . El ferrocarril de La Robla cruza por el norte.

## Reseña histórica
Esta tierra, al menos en su parte superior perteneció al conglomerado de pueblos cántabros; hay huellas de presencia romana en Virtus y Gredilla ; pero el tiempo se hace historia con la Reconquista , dirigida aquí por Fernando Núñez , eslabón entre los condes de Brañosera y los de Castilla. El alfoz de Sedano suena en el siglo XII y la Honor de Sedano en el siglo XV y siguientes, incluía diversos lugares al sur del Ebro , sobre los cuales el rey concedía a determinados nobles cuantías de maravedís :

«...que les pone en cosas señaladas, que pertenecen tan solamente al señoría del Rey
 ...»

Durante centurias estos pueblos vivieron bajo un sistema de alfoces o agrupados en la ”Honor” de Sedano con 26 pueblos  bajo el patrocinio de la casa Castañeda – Aguilar : otros gozaban de un régimen de abadengo  , La Lora pertenecía al monasterio de las Huelgas de Burgos y otros dependían del rey.
Desde el punto de vista económico había una cierta comodidad y benevolencia; la “honor” sólo contribuía con 30 cargas de cebada y 200 ducados. Así se entiende que la población creciese y gozase del fruto de su trabajo,

### Personajes ilustres
- Andrés Manjón, natural de Sargentes de la Lora
- Misael Bañuelos, natural de Tablada del Rudrón , maestro de médicos.

## Arte
El arte visigótico se aprecia en Siero , pero el románico deslumbra en la iglesia de Moradillo , una de las más lindas de la provincia ; lo mismo ocurre en Gredilla y en Escalada . Los escudos nobiliarios poseen hidalguía y belleza en las casonas.

## Partido Judicial
El Partido Judicial de Sedano, se crea originariamente  en el año 1834, estando  formado por 88 pueblos  y solo 46 municipios, con una población de 4.577 habitantes, siendo el menos poblado de la provincia. De estos ayuntamientos cuya relación completa figura en el Anexo: Partido de Sedano 1833, algunos contaban con varias entidades de población:
- El ayuntamiento de Valle de Valdebezana contaba con 10 entidades, además de su cabecera Soncillo.
- El ayuntamiento de Valle de Hoz de Arreba contaba con 13 entidades, además de su cabecera La Hoz de Arreba.
- El ayuntamiento de Valle de Zamanzas con cabecera en Gallejones contaba además con otras cinco entidades de población.
- El ayuntamiento de Alfoz de Bricia con cabecera en Villamediana de Lomas y otras 10 entidaes más.
- El ayuntamiento de Alfoz de Santa Gadea y dos entidades más, 3 si contamos con Quintanilla de Santa Gadea , omitida en el censo de 1834 .

## Paulatina reducción del número de municipios
Antes de 1858 quedan suprimidos 21 municipios, quedando 25 ayuntamientos con 13.416 habitantes, correspondiendo solo 558 a la cabecera: 
| #  | Ayuntamiento              | habitantes | Se agrega a             | Actual municipio        |
| -- | ------------------------- | ---------- | ----------------------- | ----------------------- |
| 1  | Ayoluengo                 | 61         | Sargentes de la Lora    | Sargentes de la Lora    |
| 2  | Covanera                  | 159        | Tubilla del Agua        | Tubilla del Agua        |
| 3  | Cortiguera                | 100        | Valdelateja             | Valle de Sedano         |
| 4  | Cubillo de Butrón         | 64         | Pesquera de Ebro        | Valle de Sedano         |
| 5  | Fresno de Nidáguila       | 36         | Masa                    | Valle de Sedano         |
| 6  | Fuente Úrbel              | 110        | La Piedra               | Basconcillos del Tozo   |
| 7  | Lorilla                   | 79         | Sargentes de la Lora    | Sargentes de la Lora    |
| 8  | Moradillo del Castillo    | 152        | Sargentes de la Lora    | Sargentes de la Lora    |
| 9  | Mozuelos de Sedano        | 78         | Sedano                  | Valle de Sedano         |
| 10 | Nocedo                    | 106        | Gredilla de Sedano      | Valle de Sedano         |
| 11 | Quintanajuar              | 140        | Cernégula               | Merindad de Río Ubierna |
| 12 | Quintanarrío              | 27         | Quintanilla-Sobresierra | Merindad de Río Ubierna |
| 13 | Quintana del Pino         | 20         | La Nuez de Arriba       | Úrbel del Castillo      |
| 14 | Quintanilla Escalada      | 138        | Valdelateja             | Valle de Sedano         |
| 15 | La Rad                    | 67         | La Piedra               | Basconcillos del Tozo   |
| 16 | San Andrés de Montearados | 119        | Sargentes de la Lora    | Sargentes de la Lora    |
| 17 | San Felices               | 251        | Tubilla del Agua        | Tubilla del Agua        |
| 18 | Santa Coloma              | 229        | Sargentes de la Lora    | Sargentes de la Lora    |
| 19 | Santa Cruz del Tozo       | 155        | La Piedra               | Basconcillos del Tozo   |
| 20 | Turzo                     | 124        | Orbaneja del Castillo   | Valle de Sedano         |
| 21 | Valdeajos                 | 188        | Sargentes de la Lora    | Sargentes de la Lora    |

## Situación Actual
Tras la supresión del partido de Sedano sus municipios quedaron repartidos entre los partidos de Burgos y de Villarcayo .